# Patty Aubery
Patty Aubery, ameriška publicistka, * 1965.
Znana je po seriji knjig za samopomoč Kurja juhica za dušo. Je tudi aktivistka za pravice žensk.
Nastopila v oddaji "Zbudi se!" na TV leta 2015. Leta 2017 je bila tudi v filmu Soul of Success.  Njena dela so pritegnila pozornost na oddelku samopomoči.   Sodeluje pri več knjigah s področja samoaktualizacije,   uma in telesa,  treninga,  življenjskega boja,  denarja,  uspeha, in inovativnost.  Avtorica Lisa Nichols je zapisala, da je Aubery "bila sila možnosti".  Mnogi ljudje menijo, da so njene knjige pomembne.